# Nynne
Nynne ist ein weiblicher Vorname. Der aus dem Dänischen stammende Name kann eine Lallform des Namens Anna sein, eine Variante von Nina oder dem Wort nynne (deutsch summen) entsprechen. Als Variante tritt Nønne auf.

## Namensträgerinnen
- Nynne Bugat (* 1983), dänische Schauspielerin